# Galapagossjölejon
Galapagossjölejon (Zalophus wollebaeki) är en öronsäl som beskrevs av Erling Sivertsen 1953.

## Utseende
Arten påminner om det kaliforniska sjölejonet och de räknades tidigare som underarter till samma art. Hanar har huvudsakligen en brun päls och honor är lite ljusare. Med en kroppslängd av 200 till 250 cm och en vikt mellan 200 och 400 kg är hanar tydlig större än honor som blir 50 till 110 kg tunga. Honornas längd är 150 till 200 cm.

## Utbredning och habitat
Galapagossjölejonet föder och uppfostrar sina ungar på Galapagosöarna och sedan 1980-talet finns en koloni på ön Isla de la Plata framför Ecuadors kust men den används inte varje år. Sälen söker sin föda i havet kring Galapagosöarna och den vandrar ibland till havsområden framför Ecuador och Colombia.

## Ekologi
Sälen vistas vanligen nära vattenytan och dyker 40 till 150 meter ner. Dessa dykningar tar oftast tre till fem minuter. Ibland stannar en individ nästan 10 minuter under vattenytan och når maximalt 338 meters djup. Födan utgörs av stimfiskar och av bläckfiskar.
På land etablerar hanar grupper med 5 till 25 honor som de försvarar mot andra hanar. Beroende på väderförhållanden är parningstiden 16 till 40 veckor lång. Honor parar sig ofta kort efter födelsen av ett ungdjur och så länge honan ger di vilar det befruktade ägget. Dräktigheten kan därför vara 8 till 11 månader. Allmänt föds bara en unge per kull som är cirka 75 cm lång och som har en kastanjebrun päls.
När honorna jagar i vattnet vaktas ungarna på land av en annan hona så att de inte blir dödad av förvildade hundar. En till två veckor efter födelsen börjar ungarna simma i havet. Även här skyddas de av honorna mot hajar. Efter fyra till fem år är ungarna könsmogna. Galapagossjölejonet kan bli 15 till 24 år gammalt.

## Hot och status
Många individer dör under svåra väderförhållanden som El Niño på grund av stress. De kan även smittas av sjukdomar som överföras av förvildade tamhundar. IUCN uppskattar att hela beståndet minskade med 50 procent under de senaste 30 åren. Arten kategoriseras därför globalt som starkt hotad.

## Systematik
Zalophus wollebaeki ingår i släktet Zalophus och familjen öronsälar. Inga underarter finns listade.